# Armin Schlechter

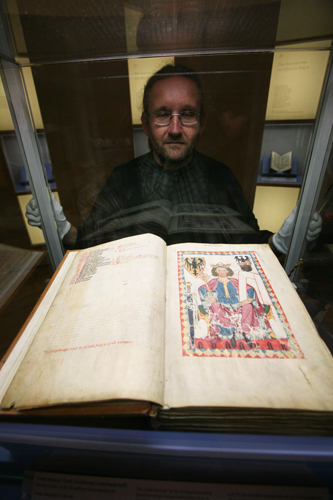
Armin Schlechter betrachtet den Codex Manesse

Armin Schlechter (* 11. April 1960 in Heidelberg) ist ein deutscher Bibliothekar und Germanist. Er leitete von 1996 bis November 2007 die Abteilung Handschriften und Alte Drucke der Universitätsbibliothek Heidelberg und wechselte in gleicher Funktion zum 1. April 2008 an die Pfälzische Landesbibliothek in Speyer.

## Leben und Wirken
Schlechter studierte an der Universität Heidelberg Germanistik, Mittellatein sowie Mittlere und Neuere Geschichte und wurde 1991 bei Lothar Voetz zum Dr. phil. promoviert. Dann war er einige Jahre wissenschaftlicher Angestellter an der Badischen Landesbibliothek in Karlsruhe. Nach dem Bibliotheksreferendariat von 1994 bis 1996 an der Universitätsbibliothek Heidelberg und der Bibliotheksschule in Frankfurt am Main wurde er 1996 Bibliotheksassessor, 1998 Bibliotheksrat und 2000 Oberbibliotheksrat an der Universitätsbibliothek Heidelberg. Von 1996 bis Ende 2007 leitete er dort die Abteilung Handschriften und Alte Drucke mit rund 80.000 Bänden. In dieser Zeit wurden die Katalogisierung und die Digitalisierung der Codices Palatini germanici sowie der Neuaufbau des Rarabestandes in Angriff genommen. Außerdem war er für die in der Bibliothek verwahrten Nachlässe und die jährlich stattfindenden, jeweils von reich illustrierten Katalogen begleiteten Ausstellungen zuständig. Ab Dezember 2007 war er als wissenschaftlicher Leiter des Projekts zur Katalogisierung der Codices Salemitani an der Universitätsbibliothek Heidelberg tätig. Schlechter ist außerdem Lehrbeauftragter am Germanistischen Seminar der Universität Heidelberg und Mitglied der Kommission für geschichtliche Landeskunde in Baden-Württemberg. Schwerpunkt seines wissenschaftlichen Arbeitens sind die südwestdeutsche Buch- und Bibliotheksgeschichte sowie die Heidelberger Romantik.
2005 veröffentlichte Armin Schlechter im Ausstellungskatalog Die edel kunst der truckerey einen Fund, den er bei der Bearbeitung von Inkunabeln gemacht hatte. In einer handschriftlichen Marginalie in einer Inkunabel mit den Freundesbriefen von Cicero erwähnt Agostino Vespucci, Mitarbeiter der Kanzlei von Florenz und Freund von Machiavelli, drei Werke von Leonardo da Vinci, darunter ein Porträt der Lisa del Giocondo. Der auf Oktober 1503 datierte Eintrag ist ein wichtiges Indiz dafür, dass es sich bei dem heute im Louvre bewahrten Gemälde der Mona Lisa tatsächlich um ein Porträt der erwähnten Kaufmannsgattin handelt. Der im November 2007 zum zweiten Mal publizierte Fund fand im Januar 2008 ein weltweites Presseecho. Zuletzt wurde 2010 ein Aufsatz in englischer Sprache zu diesem Komplex veröffentlicht. Ende November 2007 wurde Armin Schlechter die Leitung der Handschriftenabteilung von dem Leiter der Universitätsbibliothek Veit Probst entzogen, der zudem ohne Absprache mit ihm selbst über den Fund publizierte. Obwohl sich zahlreiche Fachwissenschaftler für Schlechter verwandten, versagte ihm die Universitätsleitung jedwede Unterstützung.
In der zum Landesbibliothekszentrum Rheinland-Pfalz gehörenden Pfälzischen Landesbibliothek ist Armin Schlechter seit dem 1. April 2008 neben dem Altbestand für die philologischen Fachreferate mit Ausnahme der Anglistik zuständig. Unter seiner Leitung wurden Ausstellungen zu Einbänden des Hauses, zu dem Geophysiker Georg von Neumayer und dem Vormärzpolitiker Johann Georg August Wirth jeweils mit wissenschaftlichen Katalogen erarbeitet.

## Veröffentlichungen (Auswahl)
- Die althochdeutschen Aratorglossen der Handschrift Rom Biblioteca Apostolica Vaticana Pal. Lat. 1716 und verwandte Glossierungen. Vandenhoeck & Ruprecht, Göttingen 1993, ISBN 3-525-20335-7 (= Studien zum Althochdeutschen, Band 20, zugleich Dissertation, Heidelberg 1990).
- Gelehrten- und Klosterbibliotheken in der Universitätsbibliothek Heidelberg. Ein Überblick. Universitätsbibliothek, Heidelberg 1990, ISBN 3-927705-13-6 (= Heidelberger Bibliotheksschriften, Band 43).
- mit Michael Rother: Die Lieder und Sinnsprüche der Heidelberger Wunderhorn-Sammlung. Universitätsbibliothek, Heidelberg 1992, ISBN 3-927705-12-8 (= Heidelberger Bibliotheksschriften, Band 49).
- (Hrsg.): Heidelberg in alten Ansichten. Europäische Bibliothek, Zaltbommel, Niederlande 1993, ISBN 90-288-5741-9.
- mit Peter Seng (Fotografien): Bergheim – gestern und heute. HVA, Heidelberg 1996, ISBN 3-8253-7088-7.
- (Hrsg.): Kostbarkeiten gesammelter Geschichte. Heidelberg und die Pfalz in Zeugnissen der Universitätsbibliothek. Winter, Heidelberg 1999, ISBN 3-8253-0862-6 (= Schriften der Universitätsbibliothek Heidelberg, Band 1).
- mit Gerhard Stamm, Kurt Hannemann, Andreas Degkwitz: Die kleinen Provenienzen. Harrassowitz, Wiesbaden 2000, ISBN 3-447-04373-3 (= Die Handschriften der Badischen Landesbibliothek in Karlsruhe, Band 13).
- mit Petra Schaffrodt, Werner Moritz: Nachlaßverzeichnis Dr. Marie Baum (1874–1964). Ein Leben in sozialer Verantwortung. Heid. Hs. 3675. Winter, Heidelberg 2000, ISBN 3-8253-1133-3 (= Schriften der Universitätsbibliothek Heidelberg, Band 2).
- mit Manfred Stange: Nachlaßverzeichnis Gustav Radbruch (1878–1949). Wissenschaft und politisches Wirken, Heid. Hs 3716. Winter, Heidelberg 2001, ISBN 3-8253-0838-3 (= Schriften der Universitätsbibliothek Heidelberg, Band 3).
- Gustav Radbruch. 1878–1949. Zeitzeuge des 20. Jahrhunderts zwischen Rechtswissenschaft und Politik. Verlag Regionalkultur, Ubstadt-Weiher 2002, ISBN 3-89735-199-4 (= Schriften / Archiv und Museum der Universität Heidelberg, Band 6).
- mit Matthias Miller, Karin Zimmermann: Von Ottheinrich zu Carl Theodor. Prachteinbände aus drei Jahrhunderten. Winter, Heidelberg 2003, ISBN 3-8253-1525-8 (= Schriften der Universitätsbibliothek Heidelberg, Band 4).
- mit Ulrich Knapp, Bernd Konrad: Vom Bodensee an den Neckar. Bücherschätze aus der Bibliothek des Zisterzienserklosters Salem in der Universitätsbibliothek Heidelberg. Winter [u. a.], Heidelberg 2003, ISBN 3-8253-1547-9 (= Schriften der Universitätsbibliothek Heidelberg, Band 5).
- mit Frieder Hepp (Hrsg.): „Und dir schenken ein kunstlos Lied“. Dichter auf der Durchreise. Ubstadt-Weiher, Heidelberg 2004 und Verlag Regionalkultur, Basel 2004, ISBN 3-89735-292-3.
- Die edel kunst der truckerey. Ausgewählte Inkunabeln der Universitätsbibliothek Heidelberg. Winter, Heidelberg 2005, ISBN 3-8253-5059-2 (= Schriften der Universitätsbibliothek Heidelberg, Band 6).
- mit Frank Engehausen, Susan Richter: Georg Gottfried Gervinus 1805–1871. Gelehrter – Politiker – Publizist. Verlag Regionalkultur, Heidelberg [u. a.] 2005, ISBN 3-89735-445-4 (= Schriften / Archiv und Museum der Universität Heidelberg, Band 9).
- mit Martina Rebmann: Ein Knab auf schnellem Roß. Die Romantik in Heidelberg. Winter, Heidelberg 2006, ISBN 3-8253-5202-1 (= Schriften der Universitätsbibliothek Heidelberg, Band 7).
- Die Romantik in Heidelberg. Brentano, Arnim und Görres am Neckar. Winter, Heidelberg 2007, ISBN 3-8253-5385-0.
- mit Frank Engehausen, Jürgen Paul Schwindt: Friedrich Creuzer 1771–1858. Philologie und Mythologie im Zeitalter der Romantik. Verlag Regionalkultur, Heidelberg [u. a.] 2008, ISBN 978-3-89735-530-9 (= Schriften/Archiv und Museum der Universität Heidelberg, Band 12).
- Augenweide und Schutz. Einbände des 15. bis 17. Jahrhunderts. Aus den Beständen der Pfälzischen Landesbibliothek Speyer, LBZ. Koblenz 2008, ISSN 1861-6224 (= Schriften des Landesbibliothekszentrums Rheinland-Pfalz, Band 4), online.
- (Hrsg.): Friedens-Predigt an Deutschland 1808 gehalten von Jean Paul. Winter, Heidelberg 2008, ISBN 978-3-8253-2008-9 (= Jahresgabe 2008/2009).
- mit Hans-Jochen Kretzer: Aus der Pfalz in die Welt. Die Bibliothek Georg von Neumayers. Aus den Beständen der Pfälzischen Landesbibliothek Speyer und der Pollichia – Verein für Naturforschung und Landespflege e. V. LBZ, Koblenz 2009, ISSN 1861-6224 (= Schriften des Landesbibliothekszentrums Rheinland-Pfalz, Band 5), online.
- mit Ludwig Ries: Katalog der Inkunabeln der Universitätsbibliothek Heidelberg, des Instituts für Geschichte der Medizin und des Stadtarchivs Heidelberg. Harrassowitz, Wiesbaden 2009, ISBN 978-3-447-06073-8 (= Inkunabeln in Baden-Württemberg. Bestandskataloge, Band 3).
- (Hrsg.): Kämpfer für Freiheit und Demokratie. Johann Georg August Wirth. Stiftung zur Förderung der pfälzischen Geschichtsforschung, Neustadt an der Weinstraße 2010, ISBN 978-3-942189-07-1 (= Stiftung zur Förderung der Pfälzischen Geschichtsforschung, Reihe B, Band 12).
- mit Sigrid Hubert-Reichling, Jutta Schwan: „ufm schnitt verguldet“. Goldschnitte aus der herzoglichen Sammlung der Bibliotheca Bipontina in Zweibrücken. LBZ, Zweibrücken 2010, ISSN 1861-6224 (= Schriften des Landesbibliothekszentrums Rheinland-Pfalz Band 6).
- (Hrsg.): Comoedia divina mit drei Vorreden von Peter Hammer, Jean Paul und dem Herausgeber. Winter, Heidelberg 2011, ISBN 978-3-8253-2010-2 (= Jahresgabe 2010/2011).
- Bibliotheca Abbatiae beatae Mariae virginis ad Lacum. Zimelien aus der Bibliothek des Benediktinerklosters Maria Laach. Hrsg.: Landesbibliothekszentrum Rheinland-Pfalz. Abb.: Ralf Niemeyer, Koblenz, 2013, online.
- Ex Bibliotheca Lycei Spirensis. Einbände des 16. bis 18. Jahrhunderts aus der Bibliothek des Gymnasiums am Kaiserdom in Speyer, Hrsg.: Landesbibliothekszentrum Rheinland-Pfalz, Abb.: Ralf Niemeyer, Koblenz, 2012, online.